# Minnetonka Beach (Minnesota)
Minnetonka Beach es una ciudad ubicada en el condado de Hennepin en el estado estadounidense de Minnesota. En el Censo de 2010 tenía una población de 539 habitantes y una densidad poblacional de 439,98 personas por km².

## Geografía
Minnetonka Beach se encuentra ubicada en las coordenadas 44°56′10″N 93°35′00″O / 44.93611, -93.58333. Según la Oficina del Censo de los Estados Unidos, Minnetonka Beach tiene una superficie total de 1.23 km², de la cual 1.2 km² corresponden a tierra firme y (1.69%) 0.02 km² es agua.

## Demografía
Según el censo de 2010, había 539 personas residiendo en Minnetonka Beach. La densidad de población era de 439,98 hab./km². De los 539 habitantes, Minnetonka Beach estaba compuesto por el 99.26% blancos, el 0% eran afroamericanos, el 0% eran amerindios, el 0.37% eran asiáticos, el 0% eran isleños del Pacífico, el 0% eran de otras razas y el 0.37% pertenecían a dos o más razas. Del total de la población el 0.56% eran hispanos o latinos de cualquier raza.